# Райя, Хавьер
Франсиско Хавьер Райя Буэначе (исп. Francisco Javier Raya Buenache; род. 20 апреля 1991 года в Мадриде, Испания) — испанский фигурист, выступающий в одиночном разряде. Чемпион Испании 2011 года.
По состоянию на январь 2017 года занимает 76-е место в рейтинге ИСУ.

## Карьера
Начал заниматься фигурным катанием в 1996 году в Мадриде. Дебютировал на «взрослом» международном уровне в 2011 году на чемпионате Европы, где занял 19-е место. На чемпионат мира, на котором у Испании было только одно место в мужском одиночном катании, был отправлен Хавьер Фернандес, занявший более высокое место на чемпионате Европы (9-е), хотя и проигравший Райе на национальном чемпионате 2011 года.
На чемпионате мира он дебютировал на следующий год. Также ему предоставилась возможность представлять Испанию на зимних Олимпийских играх в Сочи.
Хавьер продолжил свои выступления и после игр в России. Однако он не смог выступать на чемпионате мира в Шанхае (Испания имела там квоту два одиночника) из-за отсутствия техминимума. Перед этим он неплохо выступил на континентальном чемпионате, где занял самое высокое место на европейских чемпионатах за всё время участия в них. Также удачно выступил и на домашней Универсиаде в Гранаде, где был почти в десятке.
Следующий сезон Хавьер выступал не очень удачно. На национальном чемпионате занял лишь третье место. Однако вице-чемпион Испании не мог выступать на мировом чемпионате из-за отсутствия техминимума и вторым испанским фигуристом в США поехал Хавьер. В начале апреля на чемпионате мира в Бостоне испанский одиночник выступил неудачно и не смог выйти в финальную часть чемпионата.
Новый предолимпийский сезон испанский фигурист начал в Монреале на турнире Autumn Classic International. В начале декабря испанец выступил в Хорватии на турнире Золотой конёк Загреба, где занял десятое место и при этом улучшил свои прежние достижения в сумме и короткой программе. В декабре на национальном чемпионате вернул себе звание вице-чемпиона страны. В конце января в Остраве на европейском чемпионате фигурист прошёл в финальную часть чемпионата и финишировал в конце второй двадцатки. В конце января в Остраве на европейском чемпионате фигуристу удалось пройти (второй раз за карьеру) в финальную часть чемпионата. В конце марта он выступил на мировом чемпионате в Хельсинки, на котором он не вышел в финальную часть и занял место в третьей десятке.
Новый олимпийский сезон испанский фигурист начал в середине ноября на турнире в австрийском Граце, где финишировал с серебряной наградой. В начале декабря он принял участие в Золотом коньке Загреба, где его выступление было не совсем удачным, он финишировала в середине второй десятке. На национальном чемпионате в декабре 2017 года он вернул себе звание вице-чемпиона страны.

## Личная жизнь
Райя — открытый гей. Он совершил каминг-аут в 2016 году.

## Программы
| Сезон     | Короткая программа | Произвольная программа                                        |
| --------- | ------------------ | ------------------------------------------------------------- |
| 2011—2012 | Танго              | Саундтрек к фильму Новый кинотеатр «Парадизо» Эннио Морриконе |
| 2010—2011 | Канкан             | Тоска Джакомо Пуччини                                         |

## Спортивные достижения

### После 2015 года
| Соревнования/Сезон      | 2015—2016 | 2016—2017 | 2017—2018 |
| ----------------------- | --------- | --------- | --------- |
| Чемпионаты мира         | 25        | 27        | 37        |
| Чемпионаты Европы       |           | 18        |           |
| Турнир в Солт-Лейк-Сити | 14        |           |           |
| Турнир в Канаде         | 9         | 7         |           |
| Золотой конёк Загреба   | 13        | 10        | 15        |
| Мемориал Зайбта         | 6         |           |           |
| Кубок Мерано            |           | 4         |           |
| Турнир в Граце          |           |           | 2         |
| Чемпионаты Испании      | 3         | 2         | 2         |

### До 2015 года
| Соревнования                           | 2006—2007 | 2007—2008 | 2008—2009 | 2009—2010 | 2010—2011 | 2011—2012 | 2012—2013 | 2013—2014 | 2014—2015 |
| -------------------------------------- | --------- | --------- | --------- | --------- | --------- | --------- | --------- | --------- | --------- |
| Зимние Олимпийские игры                |           |           |           |           |           |           |           | 25        |           |
| Чемпионаты мира                        |           |           |           |           |           | 24        |           | WD        |           |
| Чемпионаты Европы                      |           |           |           |           | 19        |           | 16        | 18        | 14        |
| Чемпионаты мира среди юниоров          | 29        |           | 19        | 12        |           |           |           |           |           |
| Чемпионаты Испании                     |           |           |           |           | 1         |           | 2         | 2         | 2         |
| Чемпионаты Испании среди юниоров       | 2         |           | 2         | 1         |           |           |           |           |           |
| Nebelhorn Trophy                       |           |           |           |           |           | 13        |           |           |           |
| Coupe de Nice                          |           | 4J        | 2J        | 11        | 9         | 14        |           |           | 7         |
| Золотой конёк Загреба                  |           |           |           |           | 4         | 5         |           | 6         |           |
| Challenge Cup                          |           |           |           |           |           |           |           |           | 2         |
| Кубок Ломбардии                        |           |           |           |           |           |           |           | 8         |           |
| Merano Cup                             |           |           |           | 10        | 6         |           |           |           |           |
| Кубок С-РВ                             |           |           |           |           |           |           | 17        |           |           |
| Кубок Вольво                           |           |           |           |           |           |           | 6         |           |           |
| Зимние Универсиады                     |           |           |           |           | 14        |           |           | 17        | 11        |
| Этапы Гран-при среди юниоров, Турция   |           |           |           | 6         |           |           |           |           |           |
| Этапы Гран-при среди юниоров, Германия |           |           |           | 9         |           |           |           |           |           |
| Этапы Гран-при среди юниоров, ЮАР      |           |           | 8         |           |           |           |           |           |           |
| Этапы Гран-при среди юниоров, Испания  |           |           | 11        |           |           |           |           |           |           |
| Этапы Гран-при среди юниоров, Хорватия |           | 16        |           |           |           |           |           |           |           |
| Этапы Гран-при среди юниоров, Австрия  |           | 19        |           |           |           |           |           |           |           |

- J = юниорский уровень.
- WD = спортсмен снялся с соревнований.